# Artturi Virtanen
Artturi Ilmari Virtanen (ur. 15 stycznia 1895 w Helsinkach, zm. 11 listopada 1973 tamże) – fiński profesor biochemii uniwersytetu w Helsinkach (od roku 1931).
Prowadził prace badawcze nad fosforylowaniem w procesach fermentacji, bilansem azotowym i kwasowością gleby, przerobem mleka, dojrzewaniem serów, konserwacją pasz (przez regulowanie czynności enzymów), katalazami, działaniem insuliny.
W roku 1945 został laureatem Nagrody Nobla w dziedzinie chemii za badania i wynalazki w obszarze agrochemii i chemii odżywiania, a szczególnie za opracowanie metody konserwacji pasz. W 1971 otrzymał cywilny Pour le Mérite za Naukę i Sztukę.